# 露西拉·赖特
露西拉·赖特（英語：Lucilla Wright，1979年12月24日—），英国女子曲棍球运动员。她曾代表英格兰参加1998年、2002年和2006年英联邦运动会曲棍球比赛，获得二枚银牌和一枚铜牌。她也曾参加2000年和2008年夏季奥运会。